# 佐倉市
佐倉市（日语：／ Sakura shi */?）是位于日本千葉縣北部的城市。人口約17萬，在千葉縣中排名第八。

## 地理
- 位於千葉縣北部、北總台地中央。距離都心約40公里。[1]
- 由於通勤圈擴大到都心50公里圈，通勤都內的千葉都民（日语：千葉都民）逐漸增加。另外因位在成田國際機場約15公里圈內，也有許多機場相關人士在此居住。最近根鄉地區的發展、人口增長顯著。高級住宅團地尤加利丘地區與染井野地區有較多機師、醫生、上市企業員工居住。

### 氣候
屬內陸性氣候，冬季在千葉縣中較為寒冷，早晚常低於冰點下。1984年1月20日出現-12.7度的低溫。

## 人口
| 佐倉市人口分布圖 |                                               |  |
| 佐倉市與日本全國年齡別人口分布比較圖 （2005年資料） | 佐倉市的年齡、男女別人口分布圖 （2005年資料） |  |
| ■紫色是佐倉市 ■綠色是全国 | ■藍色是男性 ■紅色是女性                       |  |
| 佐倉市人口變化 \| 1970年 \| 60,068人 \| \| \| 1975年 \| 80,804人 \| \| \| 1980年 \| 101,180人 \| \| \| 1985年 \| 121,213人 \| \| \| 1990年 \| 144,688人 \| \| \| 1995年 \| 162,624人 \| \| \| 2000年 \| 170,934人 \| \| \| 2005年 \| 171,246人 \| \| \| 2010年 \| 172,183人 \| \| \| 2015年 \| 172,739人 \| \| \| 2020年 \| 168,743人 \| \| |                                               |  |
| 資料來源：日本總務省統計中心提供之人口普查數據 |                                               |  |
| 1970年 | 60,068人                                      |  |
| 1975年 | 80,804人                                      |  |
| 1980年 | 101,180人                                     |  |
| 1985年 | 121,213人                                     |  |
| 1990年 | 144,688人                                     |  |
| 1995年 | 162,624人                                     |  |
| 2000年 | 170,934人                                     |  |
| 2005年 | 171,246人                                     |  |
| 2010年 | 172,183人                                     |  |
| 2015年 | 172,739人                                     |  |
| 2020年 | 168,743人                                     |  |

## 歷史
印旛沼周邊有許多原始古代遺跡。市內中央地區的江原台有在日本考古學草創期受到注目的遺跡，東端則有白鳳期的長熊廢寺跡。
鎌倉時代、室町時代作為下總守護的下總千葉氏，在戰國時代以本佐倉城（國家史蹟，現酒酒井町本佐倉）為據點，為佐倉千葉氏。戰國時代末期曾對抗隸屬於後北條氏的安房里見氏。千葉親胤建造鹿島城（後佐倉城）期間遭到暗殺，同為一族的鹿島幹胤也在建設途中過世。之後，冀望完成築城的千葉邦胤則遭到家臣殺害。後北條氏在豐臣秀吉的小田原征伐後滅亡，鹿島城也在建設途上燒毀，千葉氏滅亡。之後，德川四天王之一酒井忠次之子酒井家次入主附近的臼井城（臼井藩，、後併入佐倉藩），北條氏一族的北條氏勝入主彌富城（岩富藩，後轉封收公）。
江戶時代初期，土井利勝將鹿島城改建為佐倉城，之後成為堀田氏居城，位居老中首座的堀田正亮領11萬石，佐倉發展成繁榮的城下町。佐倉藩是武田（德川）家、松平家等老中與大老入封的重要藩。幕末老中堀田正睦獎立蘭學，佐藤泰然開設順天堂（現千葉縣指定史蹟佐倉順天堂）。此外，佐倉西洋醫學興盛，有「西長崎、東佐倉」之稱。現在國道296號（僅新町周邊）仍有蘭學通的暱稱。
1871年（明治4年）7月15日廢藩置縣，成立佐倉縣。同年11月13日改為印旛縣。1873年（明治6年），軍隊駐紮於城跡（佐倉連隊）。
2004年（平成16年）10月4日，「佐倉市、酒酒井町合併協議會」成立。2005年（平成17年）3月13日，酒酒井町實施公民投票，針對與佐倉市合併進行表決，結果贊成4,016票，反對6,535票（投票率61.17%），酒酒井町長綿貫登喜男提議退出合併協議會。3月19日的第9回合併協議會決議廢止，3月29日酒酒井町議會、3月30日佐倉市議會分別通過合併協議會廢止議案，4月30日合併協議會解散。

### 沿革
- 1889年4月1日－町村制施行，成立印旛郡佐倉町（日语：佐倉町）、臼井町（日语：臼井町 (千葉県)）、內鄉村（日语：内郷村 (千葉県)）、志津村（日语：志津村 (千葉県)）、根鄉村（日语：根郷村）、和田村（日语：和田村 (千葉県)）、彌富村（日语：弥富村 (千葉県)）、千代田村（日语：千代田町 (千葉県)）、旭村（日语：旭村 (千葉県印旛郡)）。
  - 佐倉町 ← 佐倉13町、鏑木村、大蛇村、鍋山新田
  - 臼井町 ← 臼井村、臼井田町、臼井台町、江原町、江原新田、角來村
  - 内郷村 ← 大佐倉村、岩名村、飯野村、飯野町、土浮村、山崎村、下根村、下根町、萩山新田、飯田村
  - 志津村 ← 上志津村、下志津村、井野村、井野町、先崎村、上座村、小竹村、青菅村
  - 根郷村 ← 六崎村、寺崎村、太田村、城村、石川村、大篠塚村、小篠塚村、神門村、木野子村
  - 和田村 ← 上代村、高岡村、直彌村、八木村、高崎村、宮本村、米戶村、寒風村、上別所村、天邊村、上勝田村、下勝田村、瓜坪新田、坪山新田、長熊村
  - 彌富村 ← 岩富町、岩富村、坂戶村、內田村、飯塚村、宮內村、西御門村、七曲村
  - 千代田村 ← 羽鳥村、飯重村、吉見村、生谷村、畔田村、內黑田村、物井村、龜崎村、長岡村、栗山村、下志津新田
  - 旭村 ← 馬渡村、成山村、中台村、中野村、小名木村、和田村、上野村、南波左間村、和良比村、山梨村、鹿渡村、吉岡村
- 1937年2月11日－佐倉町與內鄉村合併成立佐倉町。
- 1940年12月23日－千代田村施行町制，為千代田町。
- 1954年3月31日－ 佐倉町、臼井町、志津村、根鄉村、和田村、彌富村合併成立佐倉市。（面積：89,79平方公里、人口：35,196人）與成田市同日改制，是縣內第11處市級自治體。
- 1955年3月10日－旭村大字馬渡併入。千代田町與旭村剩餘地區合併成立四街道町。
- 1957年1月1日－ 四街道町（現四街道市）舊千代田町域的生谷（日语：生谷 (佐倉市)）、畔田（日语：畔田 (佐倉市)）、吉見（日语：吉見 (佐倉市)）、飯重（日语：飯重）、羽鳥（日语：羽鳥 (佐倉市)）併入。
- 1968年4月－人口突破5萬人。
- 1969年6月1日－千葉市宇那谷町、內山町（日语：内山町 (千葉市)）（現花見川區）一部分併入。
- 1980年4月－人口突破10萬人。
- 1984年3月1日－舊彌富村域、內田、坂戶一部分併入千葉市。
- 1985年6月1日－下志津原（日语：下志津原）、上志津原（日语：上志津原）、上志津（日语：上志津）、下志津各一部分併入千葉市（現花見川區）。
- 1990年6月1日－與四街道市重劃邊界。
- 1991年11月－人口突破15萬人。
- 1999年10月1日－佐倉市一部分與千葉市一部分等積交換（重劃邊界）。
- 2004年4月1日－市制50周年典禮。

### 組成佐倉市的舊町村
- 千葉郡（日语：千葉郡）
  - 大和田町 (千葉縣)大和田町 (千葉県)（日语：大和田町）（井野（日语：井野 (佐倉市)）一部分）
- 印旛郡
  - 佐倉町（日语：佐倉町）
  - 臼井町（日语：臼井町 (千葉県)）
  - 志津村（日语：志津村 (千葉県)）
  - 根鄉村（日语：根郷村）
  - 和田村（日语：和田村 (千葉県)）
  - 彌富村（日语：弥富村 (千葉県)）
  - 旭村（日语：旭村 (千葉県印旛郡)）

### 地名由來
古時此地生產麻布，為上繳朝廷而建造儲藏庫，稱「麻藏」（アサクラ），後轉變「サクラ」。

## 行政

### 市長
- 蕨和雄（2007年4月27日～）

#### 歷任市長
- 初代　 木倉和一郎
- 第2代　岩渕剛
- 第3代　堀田正久
- 第4代　菊間健夫
- 第5代　渡貫博孝

### 行政機關

#### 警察
- 佐倉警察署（日语：佐倉警察署）（管轄佐倉市、八街市、酒酒井町）

#### 消防
佐倉市八街市酒酒井町消防組合－昭和47年成立的一部事務組合，由佐倉市、八街市、酒酒井町2市1町營運。
- 佐倉消防署
  - 神門出張所
  - 臼井出張所
  - 角來出張所
- 志津消防署
  - 志津南出張所

消防團（共7分團）
- 第1分團 佐倉地區
- 第2分團 志津地區
- 第3分團 臼井地區
- 第4分團 根鄉地區
- 第5分團 和田地區
- 第6分團 彌富地區
- 第7分團 千代田地區
- 佐倉市消防本部付 女性消防部（2008年4月1日成立，2014年4月為止有17名成員）

#### 國家機關
- 地方裁判所、家庭裁判所及簡易裁判所合同廳舍
  - 千葉地方裁判所（日语：千葉地方裁判所）佐倉支部
  - 千葉家庭裁判所（日语：千葉家庭裁判所）佐倉支部
  - 佐倉簡易裁判所（日语：佐倉簡易裁判所）
- 千葉地方檢察廳（日语：千葉地方検察庁）佐倉支部
- 佐倉區檢察廳（日语：佐倉区検察庁）
- 法務省千葉地方法務局（日语：東京法務局）佐倉支局
- 厚生勞動省千葉勞動局（日语：千葉労働局）佐倉Part Bank（パートバンク）
- 農林水產省關東農政局（日语：関東農政局）千葉農政事務所（日语：千葉農政事務所）佐倉統計、情報中心

#### 縣機關
- 千葉縣印旛合同廳舍
  - 千葉縣印旛健康福祉中心（印旛保健所）
  - 千葉縣佐倉縣稅事務所
  - 印旛地域振興事務所
  - 千葉縣農林振興中心
  - 千葉縣印旛地域整備中心
  - 千葉縣教育廳北總教育事務所
- 千葉縣水產總合研究中心內水面水產中心

## 立法

### 市議會
- 席次：28名
- 任期：2011年（平成23年）4月30日～2015年（平成27年）4月29日
- 議長：川名部實（佐倉會、第3任）
- 副議長：岡村芳樹（公明黨、第3任）

| 黨派                         | 席次 | 議員名（◎為代表）                                                                                                   |
| ---------------------------- | ---- | --- |
| 佐倉會（さくら会）           | 12   | ◎中村孝治、櫻井道明、石渡康郎、望月清義、桐生政廣、押尾豐幸、清宮誠、山口文明、川名部實、井原慶一、橋岡協美、爲田浩 |
| 公明黨                       | 5    | ◎森野正、久野妙子、岡村芳樹、柏木惠子、小須田稔                                                                     |
| 市民網路（市民ネットワーク） | 3    | ◎伊藤壽子、五十嵐智美、大野博美                                                                                     |
| 眾人之黨                     | 2    | ◎村田穰史、岩井功                                                                                                   |
| 無黨派                       | 5    | 富塚忠雄、萩原陽子、上之山博夫、松原章、高木大輔                                                                    |
| 計                           | 27   | |

2013年（平成25年）8月9日、議員和田惠子辭職，因此市議會現在空缺一席。

### 千葉縣議會（佐倉市選舉區）
- 席次：3名
- 任期：2011年（平成23年）4月30日～2015年（平成27年）4月29日

| 姓名       | 黨派                       | 當選次數 |
| ---------- | -------------------------- | -------- |
| 伊藤昌弘   | 自由民主黨千葉縣議會議員會 | 2        |
| 入江晶子   | 市民網路、社民、無所屬     | 1        |
| 西田三十五 | 自由民主黨千葉縣議會議員會 | 3        |

2014年（平成26年）3月24日資料。

## 產業
- 農業

印旛沼與流入印旛沼的鹿島川、新川、手繰川、高崎川周邊稻作興盛。和田地區種植大和芋（ヤマトイモ）。
- 工業

根鄉地區有工業區（第一～三、熊野堂）、藤倉與電氣聚合物等工廠。彌富地區有複合研究都市「千葉研究園區」（ちばリサーチパーク）。

### 本社設於市內的企業
- HOSOYA Corporation（日语：ホソヤコーポレーション）
- 廣域高速網路二九六（日语：広域高速ネット二九六）

### 市內主要大型店、購物中心
- 永旺（日语：イオン (店舗ブランド)）尤加利丘店
- 永旺臼井店（レイクピアうすい、旧ジャスコ臼井店）
- YOU!PLA（日语：YOU!PLA）（永旺影城尤加利丘（日语：イオンエンターテイメント））
- MaxValu（日语：マックスバリュ）尤加利丘店
- Beisia（日语：ベイシア）佐倉店
- OK (日本商店)（日语：オーケー）志津店
- Yaoko（日语：ヤオコー）佐倉染井野店
- 志津車站大樓

## 地域

### 佐倉地區
佐倉市的行政中心，京成佐倉站周邊除了有市役所、裁判所、檢察廳 (日本)等政府機關，還有佐倉郵便局、市立美術館等設施。JR佐倉站周邊則有佐倉警察署、千葉縣印旛合同廳舍、佐倉商工會議所等政府機關。此處的台地是舊佐倉藩的佐倉城所在地，從密集的寺院、不規則路口、彎曲狀道路等可看出過去城下町的痕跡。昭和57年，當時此地共有24棟武家屋敷，是日本保留數量最多的地區（平成22年2月，包括復原公開的3棟武家屋敷在內共保留10棟屋敷）。現在佐倉城跡整備為佐倉城址，旁邊的國立歷史民俗博物館負責傳承佐倉的歷史與文化。此外，印旛沼周邊有草笛之丘（草ぶえの丘）、市民之森、岩名運動公園等各種休閒設施。此地的人口密度僅次於志津地區，排名第二。

### 志津地區
位於佐倉市西部，是最靠近東京的地區。約有四成佐倉市人口居住於此，是市內人口密度最高的地區。京成線沿線的尤加利丘站、志津站周邊急速都市化。尤加利丘站前有新交通系統，除了購物中心、影城等商業設施，還有數棟120公尺的超高層公寓。另一方面，遠離車站的新川（印旛放水路）沿岸等地區仍保有田園與山林景色。

### 臼井地區
古時為臼井城城下町，後來作為宿場町成為北部中心。1970年代後半起開始進行大規模區劃整理事業，國道296號沿線的使用者逐漸增加，狹小的京成臼井站隨著區劃整理遷移到現址，市區重心逐漸移往南部。現在，站前有購物中心，周邊則是寧靜的住宅區。此外，仍可見到宿場町時期遺跡的北部，受惠於自然資產與相鄰的印旛沼，形成擁有豐富自然環境的住宅區。因與千代田地區關係密切，有時也合稱為「臼井、千代田地區」。

### 千代田地區
千代田地區是1950年代自四街道町（現四街道市）併入的地域。本地為廣大的農村地區，北部鄰接臼井的染井野在1990年代打造高級住宅區（水木丘：佐倉染井野邸苑都市，みずきヶ丘：佐倉そめい野邸苑都市）。

### 根鄉地區
JR佐倉站南側地區。過去為農村，南側有國道51號通過，高度經濟成長期開始都市化。隨著昭和47年的東關東自動車道「佐倉IC」開通，此地打造多座大型工業區。此外，由於交通便利，根鄉地區也興建起住宅團地，並開設千葉縣立佐倉南高等學校、千葉敬愛短期大學等學校，是人口成長顯著的地區。近年，寺崎地區開始進行區劃整理事業，今後發展令人注目。

### 彌富、和田地區
近郊農業興盛，是市內人口最少、面積最廣的地區，約占本市面積三分之一。彌富地區的川村紀念美術館展出17世紀以來的多項現代繪畫。聚集開發研究設施的千葉研究園區目標成為高等開發研究據點。和田地區全區為市區化管制區，主要產業為養豬與山藥生產。近年人口逐漸減少。
| 地區       | 大字・町名 |
| ---------- | --- |
| 佐倉地區   | 飯田、飯田干拓、飯田台、飯野、飯野干拓、飯野町、岩名、裏新町、大佐倉、大佐倉干拓、大蛇町、鹿島干拓、海隣寺町、鏑木町、鏑木仲田町、上代、榮町、下根、下根町、樹木町、城內町、白銀、新町、千成、高岡、田町、土浮、土浮干拓、中尾余町、鍋山町、並木町、萩山新田、萩山新田干拓、藤澤町、本町、將門町、宮小路町、宮前、彌勒町、最上町、野狐台町、山崎 |
| 志津地區   | 青菅、井野、井野町、小竹、小竹干拓、上志津、上志津原、下志津、下志津原、上座、中志津、西志津、西尤加利丘、先崎、先崎干拓、南尤加利丘、宮之台、尤加利丘 |
| 臼井地區   | 稻荷台、印南、臼井、臼井田、臼井台、臼井田干拓、江原、江原新田、江原台、王子台、角來、新臼井田、八幡台、南臼井台 |
| 千代田地區 | 畔田、飯重、生谷、染井野、羽鳥、吉見 |
| 根鄉地區   | 石川、大崎台、大作、大篠塚、太田、表町、木野子、神門、小篠塚、山王、城、寺崎、藤治台、春路、馬渡、六崎 |
| 和田地區   | 天編、瓜坪新田、上勝田、上別所、米戶、寒風、下勝田、高崎、坪山新田、長熊、直彌、宮本、八木 |
| 彌富地區   | 岩富、岩富町、飯塚、內田、坂戶、七曲、西御門、宮內 |

### 住宅團地
- 松丘團地
- 角榮團地

## 隣接自治體、行政區
- 千葉市（花見川區、若葉區）
- 八千代市
- 四街道市
- 八街市
- 印西市
- 印旛郡：酒酒井町

## 國際交流
- 荷蘭
1987年成立佐倉日蘭協會，持續進行國際交流。為慶祝日荷修好380周年，印旛沼附近的佐倉故鄉廣場打造荷蘭風車作為日荷親善的象徵。

## 教育

### 圖書館
- 佐倉市立志津圖書館
- 佐倉市立佐倉圖書館
- 佐倉市立佐倉南圖書館

### 小學校
全23校
| - 佐倉市立佐倉小學校 - 佐倉市立內鄉小學校 - 佐倉市立臼井小學校 - 佐倉市立印南小學校 - 佐倉市立千代田小學校 - 佐倉市立上志津小學校 - 佐倉市立志津小學校 - 佐倉市立下志津小學校 | - 佐倉市立南志津小學校 - 佐倉市立根鄉小學校 - 佐倉市立和田小學校 - 佐倉市立彌富小學校 - 佐倉市立井野小學校 - 佐倉市立佐倉東小學校 - 佐倉市立西志津小學校 - 佐倉市立小竹小學校 | - 佐倉市立間野台小學校 - 佐倉市立王子台小學校 - 佐倉市立青菅小學校 - 佐倉市立寺崎小學校 - 佐倉市立山王小學校 - 佐倉市立染井野小學校 - 佐倉市立白銀小學校 |

### 中學校
全11校
| - 佐倉市立佐倉中學校 - 佐倉市立志津中學校 - 佐倉市立上志津中學校 - 佐倉市立南部中學校 | - 佐倉市立臼井中學校 - 佐倉市立井野中學校 - 佐倉市立佐倉東中學校 - 佐倉市立臼井西中學校 | - 佐倉市立西志津中學校 - 佐倉市立臼井南中學校 - 佐倉市立根鄉中學校 |

### 高等學校
- 千葉縣立佐倉高等學校（日语：千葉県立佐倉高等学校）
- 千葉縣立佐倉東高等學校（日语：千葉県立佐倉東高等学校）
- 千葉縣立佐倉西高等學校（日语：千葉県立佐倉西高等学校）
- 千葉縣立佐倉南高等學校（日语：千葉県立佐倉南高等学校）

### 大學
- 敬愛大學國際學部
- 千葉敬愛短期大學
- 和洋女子大學研討室（セミナーハウス）

## 交通

### 鐵路
東日本旅客鐵道（JR東日本）　
- 成田線：佐倉站
- 總武本線：佐倉站

京成電鐵
- 京成本線：志津站 - 有加利丘站 - 京成臼井站 - 京成佐倉站 - 大佐倉站

山萬
- 有加利丘線：有加利丘站 → 地區中心站 → 公園站（日语：公園駅） → 女子大站 → 中學校站 → 井野站 → 公園站（日语：公園駅） → 地區中心站 → 有加利丘站

### 巴士
- 京成巴士
- 千葉綠巴士（日语：ちばグリーンバス）
- 千葉花巴士（日语：ちばフラワーバス）
- 東洋巴士（日语：東洋バス）
- 千葉內陸巴士（日语：千葉内陸バス）
- 佐倉交通（日语：佐倉交通）
- 大成交通（日语：大成交通）
- 都市交通計程車（日语：都市交通タクシー）
- 佐倉市循環巴士（日语：佐倉市循環バス）
- （高速巴士）佐倉市內～東京站 ※京成巴士、千葉綠巴士、千葉內陸巴士運行

### 道路

#### 高速道路
- 東關東自動車道
  - 佐倉IC

志津、臼井、佐倉地區北上可利用千葉北IC與四街道IC。　

#### 國道
- 國道296號（日语：国道296号）
- 國道51號

#### 縣道
主要地方道
- 千葉縣道22號千葉八街橫芝線（日语：千葉県道22号千葉八街横芝線）
- 千葉縣道64號千葉臼井印西線（日语：千葉県道64号千葉臼井印西線）

一般縣道
- 千葉縣道136號佐倉停車場千代田線（日语：千葉県道136号佐倉停車場千代田線）
- 千葉縣道155號四街道上志津線（日语：千葉県道155号四街道上志津線）

其他
- 都市計畫道路勝田台長熊線（日语：都市計画道路勝田台長熊線）

## 報導機關、出版、放送局

### 有線電視
- 廣域高速網路二九六（日语：広域高速ネット二九六）

### FM
- bayfm78－尤加利廣場一樓有衛星錄音室「U-kari STUDIO」。

### 新聞社
- 千葉日報社（日语：千葉日報社）佐倉支局

## 觀光
- 市北部的印旛沼沿岸有自行車道千葉縣道406號八千代印旛榮自行車道線（通稱「印旛沼自行車道」）。此外還有觀光用的屋形船。

### 佐倉地區
- 佐倉武家屋敷，佐倉順天堂紀念館，鏑木町、新町、彌勒町等地的寺社與舊商家等保留佐倉藩時期樣貌的歷史建築。
- 市內有10棟武家屋敷（平成22年2月），為關東第一。
- 市內宮小路町的鏑木小路旁有5棟武家屋敷，其中3棟公開展示。是關東唯一的武家屋敷群。
- 舊堀田邸（日语：旧堀田邸）：最後佐倉藩主在明治時期的本邸。建物、庭園保留完整。
- 佐倉城址公園：水堀、空堀、天守台・櫓台跡等，為日本100名城。
- 國立歷史民俗博物館：鄰接佐倉城址公園。
- 佐倉市立美術館（日语：佐倉市立美術館）
- 佐倉新町御囃子館（佐倉新町おはやし館）
- 佐倉故鄉廣場（佐倉ふるさと広場）
- 塚本美術館：展示平安時代至今的日本刀。
- 甚大寺（日语：甚大寺）
- 麻賀多神社（日语：麻賀多神社 (佐倉市鏑木町)）

### 臼井地區
- 臼井城址公園（日语：臼井城）
- 印旛沼日落之丘（印旛沼サンセットヒルズ）
- 野鳥之森
- 佐倉草笛之丘（佐倉草ぶえの丘）
- 荷蘭風車（佐倉故鄉廣場的象徵）：春季為鬱金香花田，秋季為向日葵花田。
- 佐倉印旛沼國際花火大會：起於1956年「佐倉樋之口橋納涼花火大會」，1989年改為現名。地點為佐倉故鄉廣場附近。於每年8月的第一個星期六舉行，遊客約2萬人，但因財政困難等理由，自2005年起中止。後來在市民的期望與蕨市長的承諾下，2007年以佐倉市民花火大會（日语：佐倉市民花火大会）的名義重新舉行。

### 根鄉地區
- 川村紀念美術館（日语：川村記念美術館）

展示DIC（舊稱大日本油墨化學工業）創業者川村家所收藏的美術品。JR佐倉站前、京成佐倉站前有直達接駁巴士。

### 文化財
- 市內的國家指定文化財一覧

| 編號 | 類型                 | 名稱                                                                    | 所在地                   | 所有者或管理者                      | 指定年月日      | 備註                                                                                                |
| 1    | 重要文化財（建造物） | 舊堀田家住宅 - 座敷棟 - 居間棟 - 書齋棟 - 玄關棟 - 湯殿 - 門番所 - 土藏 | 鏑木町字諏訪尾余274      | 佐倉市                              | 平成18年7月5日  | - 座敷棟、居間棟、書齋棟、玄關棟 明治23年 - 湯殿 明治44年左右 - 門番所 明治23年左右 - 土藏 明治後期 |
| 2    | 史跡                 | 井野長割遺跡                                                            | 井野字長割835-1他        | 佐倉市等 （佐倉市立井野小學校周邊） | 平成17年3月2日  | 繩文時代後期至晩期的大規模環狀盛土遺構。                                                            |
| 3    | 史跡                 | 本佐倉城跡                                                              | 佐倉市大佐倉字宮下1568他 | 佐倉市等                            | 平成10年9月11日 | |

- 市內登錄有形文化財一覽

| 編號 | 類型   | 名稱                       | 所在地   | 所有者或管理者 | 指定年月日      | 備註                                                        |
| 1    | 建造物 | 千葉縣立佐倉高等學校紀念館 | 鍋山町18 | 千葉縣         | 平成17年7月12日 | 明治43年竣工。木造2層建築、銅板葺。久野節、後藤政次郎設計。 |

- 千葉縣指定文化財請參照千葉縣指定文化財一覧（日语：千葉県指定文化財一覧）。

## 出身有名人
- 林董（外交官、政治家、前外務大臣）
- 津田梅子（女子教育先驅、津田塾大學創立者）
- 伊東忠太（建築學者）
- 長嶋茂雄（前職棒選手、讀賣巨人終身名譽監督）
- 加賀美早紀（前女演員）
- BUMP OF CHICKEN（搖滾樂團，全體成員皆為該市出身）

### 現在定居的知名人士
- 有森裕子（馬拉松選手、巴塞隆納奧運銀牌）
- 富田洋之（體操選手、雅典奧運金牌）
- 鹿島丈博（體操選手、雅典奧運金牌）
- 原田知世（藝人）
- 淺野溫子（藝人）

### 曾居住本市的知名人士
- 高橋尚子（馬拉松選手、雪梨奧運金牌）
- 藤木直人（藝人）
- 伊藤美紀（聲優）
- 兒玉源太郎（舊陸軍軍人）佐倉歩兵第2連隊長として5年間在住。

### 名譽市民、市民榮譽賞

#### 名譽市民
- 高田元三郎（日语：高田元三郎）（昭和46年）
- 木倉和一郎（日语：木倉和一郎）（昭和58年）
- 堀田正久（日语：堀田正久）（平成元年）
- 長嶋茂雄（平成14年）

#### 市民榮譽賞
- 小出義雄（日语：小出義雄）（平成12年）
- 高橋尚子（平成12年。雪梨奧運女子馬拉松金牌）
- 鹿島丈博（平成16年。雅典奧運體操金牌）
- 冨田洋之（平成16年。雅典奧運體操金牌）
- 長嶋茂雄（平成25年）

## 備註
1. ↑  佐倉市ホームページ「What's 佐倉市」 （页面存档备份，存于） 。
2. ↑  近堂 浩正、「真・風水―自然環境の優劣が人間の優劣に影響を及ぼす」P100、文芸社、2001年11月
3. ↑  .   [2015-09-05]. （原始内容存档于2015-09-23）.
4. ↑  .   [2014-05-18]. （原始内容存档于2022-03-31）.

## 外部連結
行政
- 佐倉市（页面存档备份，存于）
- カムロちゃん的X（前Twitter）（公關帳號）

觀光
- 佐倉市觀光協會（页面存档备份，存于）